# Arvydas Sabonis
Arvydas Romas Sabonis (Kaunas, 19 december 1964) is een voormalig Litouws basketballer. Sabonis meet 2,21 m en zijn gewicht bedraagt 132 kg.

## Carrière
Sabonis behaalde op de Olympische Zomerspelen 1988 in de Zuid-Koreaanse hoofdstad Seoel een gouden medaille voor de Sovjet-Unie, en een bronzen medaille op hetzelfde evenement vier jaar later in Barcelona (voor Litouwen). Nog eens vier jaar later, bij de Olympische Spelen 1996 in het Amerikaanse Atlanta, behaalde Sabonis opnieuw een bronzen medaille. Hij werd voorzitter van de Litouwse basketbalclub Žalgiris Kaunas.

## Erelijst
- Landskampioen Sovjet-Unie: 3
  - Winnaar: 1985, 1986, 1987
- Landskampioen Litouwen: 2
  - Winnaar: 2004, 2005
- Landskampioen Spanje: 2
  - Winnaar: 1993, 1994
- Bekerwinnaar Spanje: 1
  - Winnaar: 1993
- EuroLeague: 1
  - Winnaar: 1995
- Intercontinental Cup: 1
  - 1986
- Olympische Spelen:
  - Goud: 1988
  - Brons: 1992, 1996
- Wereldkampioenschap:
  - Goud: 1982
  - Zilver: 1986
- Europees Kampioenschap:
  - Goud: 1985
  - Zilver: 1995
  - Brons: 1983, 1989
- Vriendschapsspelen: 1
  - Goud: 1984